# Ramon Garriga Alemany
Ramón Garriga Alemany (Barcelona, 1908 - Barcelona, 10 de setembre de 1994) va ser un periodista, escriptor i historiador català.

## Biografia
Nascut en 1908 a Barcelona. Afí al bàndol nacional durant la guerra civil, va fugir de Barcelona i el 1937 es va integrar en el Servei Nacional de Premsa i Propaganda. Va ser corresponsal a l'Alemanya nazi durant la Segona Guerra Mundial. El 1951 va marxar a Argentina, on es dedicà a escriure llibres i d'on no va tornar fins als anys 1970.
En 1976 va rebre el Premi Espejo de España per l'obra Juan March y su tiempo, sobre la figura del financer balear Juan March. També va ser autor de diverses obres relacionades amb la guerra civil, la dictadura franquista i la Segona Guerra Mundial, com Las relaciones secretas entre Franco y Hitler, sobre les relacions diplomàtiques entre els règims d'Adolf Hitler i Francisco Franco, La Legión Cóndor, sobre el paper de l'aviació nazi en la guerra civil espanyola; o La España de Franco. De la División Azul al pacto con los Estados Unidos (1943 a 1951), en el que hauria sostingut la tesi d'una «cega fe de Franco en la victòria alemanya»; i també escriuria biografies de personatges vinculats al dictador, como la seva muller Carmen Polo,els seus germans Ramón i Nicolás o el seu cunyat Ramón Serrano Suñer, a més de les del general Juan Yagüe o el cardenal Pedro Segura.

## Obres
- El ocaso de los dioses nazis (Ediciones Atlas, Madrid, 1945).[nota 1]
- Las relaciones secretas entre Franco y Hitler (Jorge Álvarez Editor, Buenos Aires, 1965).[5]
- La España de Franco. De la División Azul al pacto con los Estados Unidos (1943 a 1951) (Editorial José M. Cajica Jr., Puebla, México, 1971).[7]
- Guadalajara y sus consecuencias (G. del Toro, Madrid, 1974).[8]
- La Legión Cóndor (G. del Toro, Madrid, 1975).[6]
- Juan March y su tiempo (Planeta, Barcelona. 1976).[4]
- El cardenal Segura y el Nacional-catolicismo (Planeta, Barcelona, 1977).[9]
- Ramón Franco, el hermano maldito (Planeta, Barcelona, 1978).[1]
- La Señora de El Pardo (Planeta, Barcelona, 1979).[1]
- Nicolás Franco, el hermano brujo (Planeta, Barcelona, 1980).[1]
- Los validos de Franco (Planeta, Barcelona, 1981).[10]
- Berlín, años cuarenta (Planeta, Barcelona, 1983).[11]
- El general Juan Yagüe: figura clave para conocer nuestra historia (Planeta, Barcelona, 1985).[12]
- Franco-Serrano Suñer. Un drama político (Planeta, Barcelona, 1986).[1]